# Reifling
Reifling là một đô thị thuộc huyện Judenburg trong bang Steiermark, nước Áo. Đô thị Reifling có diện tích 16,22 km², dân số cuối năm 2005 là 815 người.